# Două sute de lei (monedă românească)
Două sute de lei a fost o monedă a leului românesc. A fost introdusă în 1942, iar ultima emisiune monetară, 1945, a avut putere circulatorie până la data de 31 decembrie 1946.

## Istorie
În ianuarie 1935, a fost depus la Camera Deputaților un proiect de lege care prevedea introducerea unor noi monede divizionare, inclusiv a unei monede de 200 de lei. Proiectul avea următorul cuprins:
„
Art. 1. Ministerul de finanțe este autorizat a bate și pune in circulație monete divizionare de valoarea nominală, dimensiunile, greutatea, totalul și caracteristicile tehnice prevăzute în tabloul următor:”
| No. pieselor | Felul    | Diametrul în mm | Greutatea în grame | Aliajul                                   | Valoarea nominală Lei |
| ------------ | -------- | --------------- | ------------------ | ----------------------------------------- | --------------------- |
| 20.000.000   | 0,25 Lei | 19              | 2,5 (              | Cupru 100%                                | 5.000.000             |
| 30.000.000   | 0,5 ,,   | 21              | 4 (                | Cupru 100%                                | 15.000.000            |
| 50.000.000   | 1 ,,     | 20              | 3,5 (              | 79% cupru 20% zinc 1% nichel              | 50.000.000            |
| 75.000.000   | 2 ,,     | 23              | 5 (                | 79% cupru 20% zinc 1% nichel              | 150.000.000           |
| 40.000.000   | 5 ,,     | 26              | 7,4 (              | 79% cupru 20% zinc 1% nichel              | 200.000.000           |
| 40.000.000   | 10 ,,    | 25              | 6,8 (              | 75% cupru 25% nichel                      | 400.000.000           |
| 30.000.000   | 20 ,,    | 27              | 8 (                | 75% cupru 25% nichel                      | 600.000.000           |
| 12.000.000   | 50 ,,    | 22              | 4,5 (              | 75% argint 25% cupru                      | 600.000.000           |
| 18.000.000   | 100 ,,   | 24              | 6,5 (              | 83% argint 27% cupru (Cu șanț pe margine) | 1.800.000.000         |
| 5.000.000    | 200 ,,   | 29              | 13,5 (             | 83% argint 27% cupru (Cu șanț pe margine) | 1.000.000.000         |
| 320.000.000  |          |                 |                    |                                           | 4.820.000.000         |

„Art. 2. Valoarea nominală totală a monetelor divizionare ce se pot pune în circulație este de 4.820.000.000 lei. 

Art. 3. Monetele metalice aflate In circulație la punerea în aplicare a prezentei legi, se vor retrage și înlocui cu cele specificate la art. 1 de mai sus, pe măsura baterii acestora. 

Art. 4. Orice dispozițiuni, de orice natură, contrare prezentei legi, sunt și rămân abrogate.”

Legea, care prevedea și reînființarea Monetăriei Naționale, a fost publicată în Monitorul Oficial din 23 februarie 1935. Astfel, noua monedă cu valoarea nominală de 200 de lei urma să fie realizată dintr-un aliaj format din 83% argint și 27% cupru, sa aibă o greutate de 13,5 grame, o dimensiune de 29 mm și un șanț pe muchie. Baterea acesteia urma să se facă în primele luni ale anului 1936, după instalarea mașinăriilor la Monetărie.
Au fost realizate probe monetare pentru această monedă, probabil la Monetăria din Roma, conform lui Octavian Iliescu.
Totuși, din cauza creșterii prețului argintului în cursul anului 1935, la începutul lunii decembrie, ministrul de finanțe, Victor Antonescu, a depus un proiect de modificare a legii. Acesta prevedea, printre altele, majorarea valorii nominale a monedei de 200 de lei la 250 de lei și reducerea proporției de argint din compoziția sa de la 83% la 75%. Proiectul a fost votat în Parlament și legea a fost publicată în Monitorul Oficial nr. 293 din 20 Decembrie 1935.

### 200 lei 1942

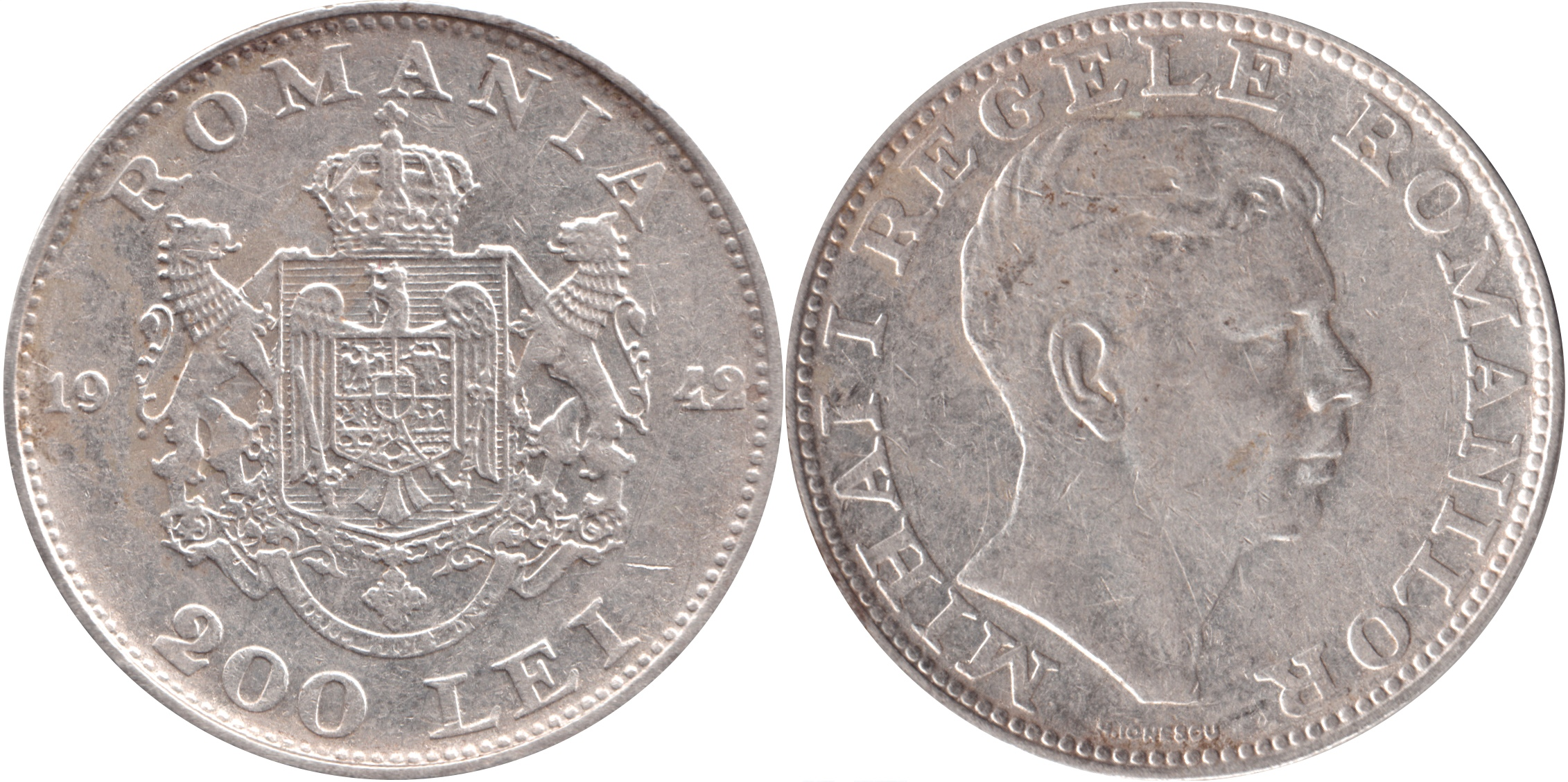
Moneda de 200 de lei din 1942

Prima monedă de 200 de lei a fost emisă în timpul domniei regelui Mihai I pentru a înlocui vechea moneda de 250 de lei. Emiterea acestei monede a fost reglementată prin decretul-lege nr. 1.971 din 14 iulie 1942 pentru retragerea din circulație a monetelor de 250 lei și baterea unei monete de argint de 200 lei.
Aceasta a fost pusă în circulație la data de 1 iulie 1942 într-un număr total de 30.000.000 de exemplare, cu o valoare totală de 6.000.000.000 de lei.
Moneda era fabricată dintr-un aliaj de 835‰ argint și cupru, cu o toleranță de 5‰, valoarea titlului putând varia între 830‰ și 840‰, avea diametrul de 24 mm, cu o toleranță de ±0,05 mm, putând varia între 23,95 și 24,05 mm, o greutate de 6 grame cu toleranță de 10‰, putând varia între 5,94 și 6,01 grame.
Aversul prezenta efigia regelui Mihai I în profil spre dreapta, înconjurată de inscripția MIHAI I REGELE ROMANILOR cu litere majuscule de 1,8 mm; sub efigie se găsea inscripția H. IONESCU, reprezentând numele gravorului, iar întreaga compoziție era încadrată într-un cerc perlat. Reversul prezenta stema mijlocie a Regatului României. Deasupra stemei era inscripționt textul ROMANIA, iar sub stemă valoarea nominală, 200 LEI. Anul emisiunii, 1942, era împarțit de-o parte și de cealaltă a stemei. Toată compoziția era încadrată într-un cerc perlat. Muchia era netedă și avea inscripționată deviza Regatului României, cu litere majuscule de 0,9 mm, NIHIL 🕂 SINE 🕂 DEO ✼.
Retragerea din circulație a monedei a fost reglementată prin decretul-lege nr. 1.145 din 14 iunie 1944 pentru punerea în circulație a unei monete de 500 lei din argint și retragerea din circulație a monetelor de 200 lei.
Prin legea nr. 505 din 12 octombrie 1944, Ministerul Finanțelor a acordat un credit fără dobândă, în valoare de un miliard de lei, către Banca Națională a României pentru retragerea din circulație a monedelor de 200 lei, creditul fiind compensat prin monedele de 200 lei predate Monetăriei Naționale și prin alocarea echivalentului financiar în contul destinat emisiunii monedelor de 500 lei.
Scoaterea din circulație a monedei s-a făcut de la sfârșitul lunii august 1944 și până la 15 septembrie 1944. După această dată și până la 31 decembrie 1944, moneda urma să fie acceptată doar pentru plata impozitelor datorate statului. Ulterior, în a doua jumătate a lunii septembrie 1944, Ministerului Finanțelor e emis un comunicat prin care a stabilit ultimul termen pentru preschimbare la 31 decembrie 1944, iar monedele puteau fi schimbate la Administrațiile Financiare, Percepțiile Fiscale și la Banca Națională a României, fie în contul impozitelor, fie prin alte monede metalice. Inițial, după 31 decembrie 1944 și până la 31 martie 1945, acestea urmau să fie acceptate doar pentru plata impozitelor datorate statului, iar începând cu 1 aprilie 1945, acestea urmau să își puterea circulatorie. Totuși, Ministerul a revenit asupra termenului de preschimbare și l-a extins până la 31 martie 1945, iar între 1 aprilie și 30 iunie monedele au putut fi folosite doar pentru plata impozitelor statului. Astfel, puterea circulatorie a monedei de 200 de lei a încetat definitiv la 1 iulie 1945.
Din cauza inflației și a nesiguranței de după război, multe dintre monedele de 200 de lei, fiind din argint, nu au fost returnate și au fost tezaurizate de către populație, un exemplu fiind descoperirea a 175.000 de monede de acest tip la un comerciant, în cadrul unei descinderi din 1945.
După Reforma monetară din 1947, Banca Națională a României a lansat un program de achiziție a argintului sub formă de monede și obiecte, stabilind un preț de 2.306 lei pentru un kilogram de argint fin. Au fost fixate prețuri pentru monedele din argint retrase din circulație, inclusiv emisiuni mai vechi, precum cele din timpul domniilor regelui Carol I și Carol II. Cozile formate la sediile BNR, menționate în presa vremii, sugerează că astfel de monede erau încă larg deținute de populație.
Potrivit unui comunicat din 10 septembrie 1947, prețurile oferite de BNR pentru monedele de argint erau următoarele:
- 50 bani (Carol I) – 5 lei
- 1 leu (Carol I) – 9,50 lei
- 2 lei (Carol I) – 19 lei
- 5 lei (Carol I) – 52 lei
- 250 lei 1939–1941 (Carol II și Mihai I) – 23 lei
- 200 lei 1942 (Mihai I) – 11,50 lei
- 500 lei 1941 (Mihai I, jubiliară) – 48 lei
- 500 lei 1944 (Mihai I) – 19,50 lei
- 25.000 lei 1946 (Mihai I) – 20 lei
- 100.000 lei 1946 (Mihai I) – 40,50 lei[32]

### 200 lei 1945

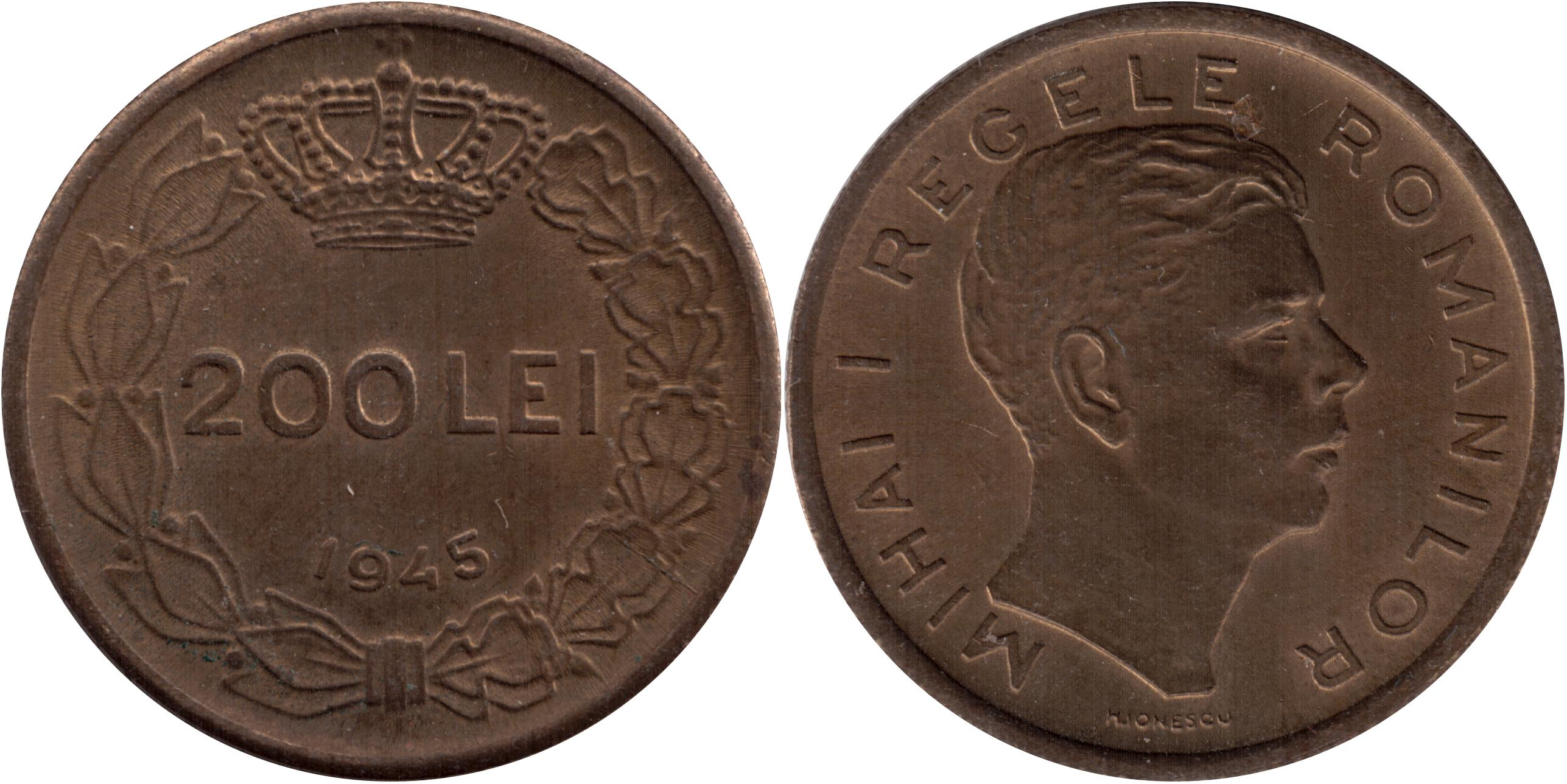
Monedă de 200 de lei din 1945

Dupa cel de-Al Doilea Război Mondial, în România exista o criză de monede divizionare. Lipsa lor era explicată prin pierderi ale acestora în timpul luptelor din cel de-Al Doilea Război Mondial din Moldova și Transilvania, tezaurizarea de către populația rurală și insuficiența unităților intermediare între moneda metalică de 100 lei și bancnota de 1000 lei. Un alt factor al lipsei de mărunțiș era specula cu monedele divizionare. Monedele mici de 5, 20 și 100 lei erau retrase de pe piață și adunate de indivizi care le vindeau ulterior la prețuri mai mari, variind între 120 și 250 lei pentru o monedă de 100 de lei, profitând de lipsa acestora și de cererea crescută.
Astfel, în octombrie 1945, Ministerul Finanțelor a propus introducerea unei noi monede divizionare de 200 de lei, alături de monede cu valoarea nominală de 100 și 500 de lei, precum și a unor bancnote cu valori de 20, 50, 200 și 500 de lei. În noiembrie, Consiliul de miniștri a decis că vor fi emise doar monedele de 200 și 500 de lei, precum și bancnotele de 20 și 50 de lei. Rondelele s-au realizat la uzina Metrom din Brașov, iar baterea acestora la Monetăria Statului. Plafonul emisiunii de 200 de lei a fost stabilit, inițial, la 5 miliarde de lei și a fost crescut ulterior la 8 miliarde de lei. Baterea acestora, împreună cu a celor de 500 de lei, a început la data de 15 noiembrie 1945.
Moneda era realizată din 63% cupru și 27% zinc, avea o dimensiune de 26 mm și o greutate de 7 grame. Din punct de vedere al design-ului, aceasta era foarte asemănătoare cu cea a monedei de 100 de lei emisă între 1943 și 1944. Astfel, aversul prezenta efigia regelui Mihai I în profil spre dreapta, înconjurată de inscripția MIHAI I REGELE ROMANILOR cu litere majuscule, iar sub efigie se găsea inscripția H. IONESCU, reprezentând numele gravorului. Reversul monedei înfățișa, în interiorul unei ghirlande formată dintr-o ramură de laur și una de stejar, valoarea nominală, 200 LEI, plasată central, iar sub aceasta anul emisiunii, 1945. În partea superioară, închizând ghirlanda, se afla coroana regală a României.
Monedele de 200 de lei ar fi trebuit să fie puse în circulație pe 22 noiembrie 1945, alături de moneda de 500 de lei și noile bancnote de 20 și 100 de lei. Totuși, din cauza unor probleme tehnice, punerea în circulație a fost amânată inițial pentru 26 noiembrie, iar ulterior pentru începutul lunii decembrie.
La doar o lună după punerea monedelor în circulație raritatea monedelor pe piață era deja menționată în presă, fiind semnalate cazuri în care acestea erau retrase de pe piață și utilizate pentru confecționarea de șaibe, monedele fiind șlefuite pentru a îndepărta inscripțiile în relief, apoi găurite, sau șuruburi. Ulterior, acestea erau vândute cu 700 de lei bucata, ceea ce sugera că valoarea metalului depășea valoarea nominală a monedei, indicând inflația din acea perioadă. De asemenea, mai multe articole din presă menționau tezaurizarea de către populație ale monedelor de 200 și 500 de lei emise în 1945, tot din motive legate de inflație, fapt ce a condus alegerea aluminiului ca metal pentru baterea unei noi monede de 500 de lei din 1946, precum și a anunțării deciziei de retragere a monedelor de 200 și 500 de lei, începând cu 1 decembrie și până la 31 decembrie 1946, dată când acestea și-au pierdut puterea circulatorie. Ulterior, acestea au fost primite doar pentru plata impozitelor până la data de 31 ianuarie 1947.
Conform presei din acea perioadă, până la anunțul inițial al retragerii monedelor, în octombrie 1946, au fost emise monede de 200 de lei în valoare de 335.000.000 de lei, reprezentând 1.675.000 de exemplare, din plafonul total de 8 miliarde de lei. Conform altor surse, tirajul a fost de 1.399.000 bucăți.

Ulterior, o monedă de circulație de 200 de lei nu a mai fost emisă. Valoarea nominală a revenit, sub formă de bacnotă între 1992 și 1995, precum și după denominarea leului din 2005, fiind emisă din 2006 până în prezent. De asemenea, un număr de monede comemorative au fost emise începând cu 2010. Deși au putere circulatorie, aceste monede sunt destinate colecționării, au tiraje reduse și sunt realizate din aur cu o puritate de 99,9%, având o greutate de 15,551 grame, astfel că aloarea materialului din care sunt confecționate depășește valoarea lor nominală.

Monede comemorative cu valoare nomninală de 200 de lei emise din 2010 și până în prezent
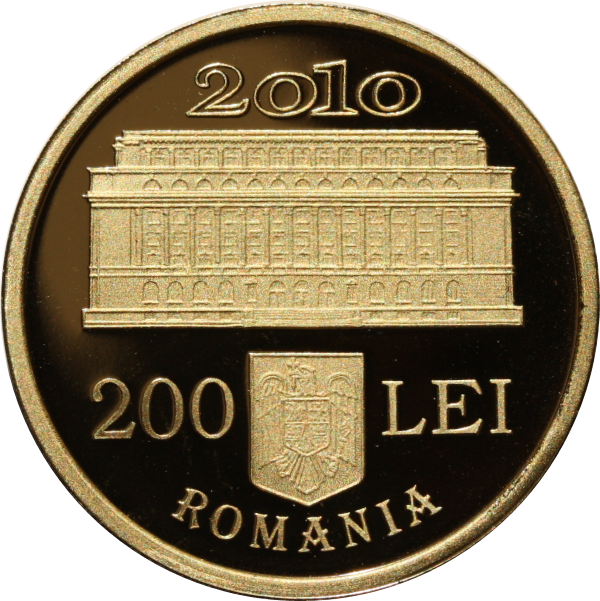
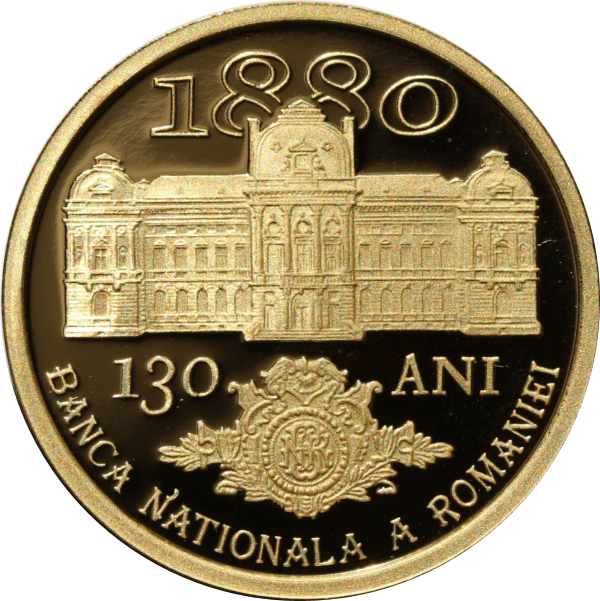
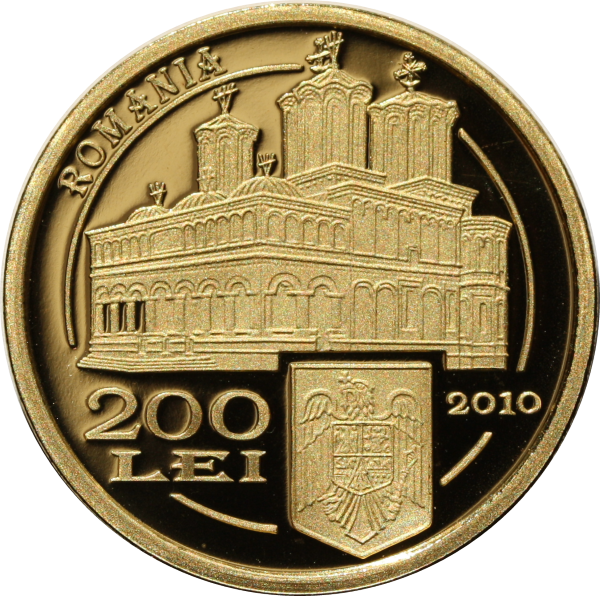
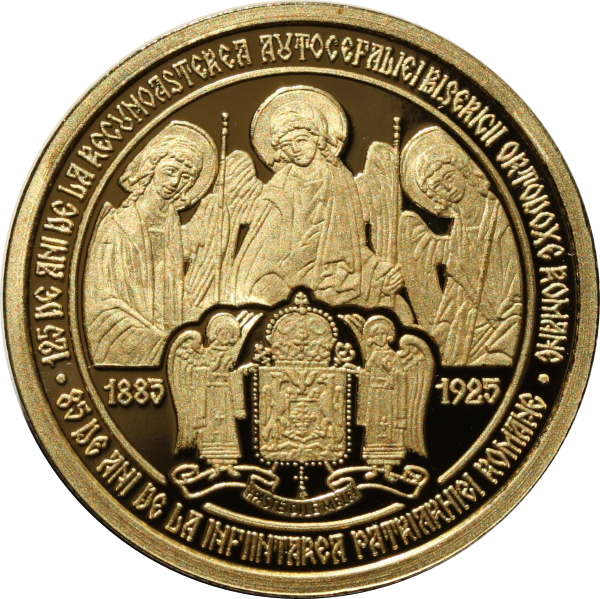
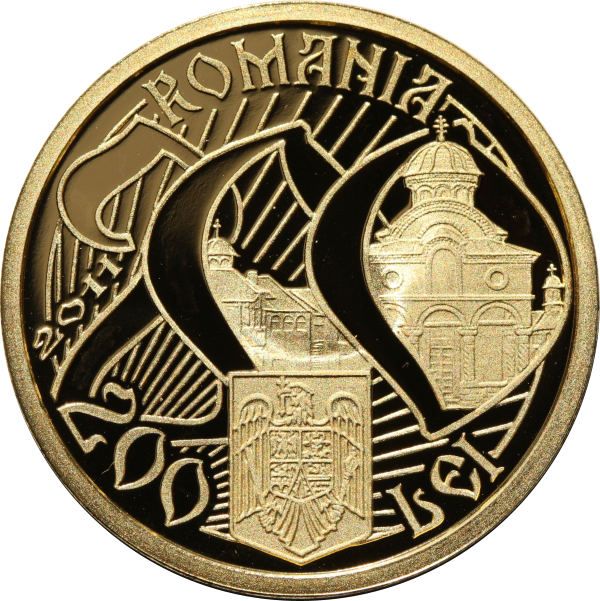
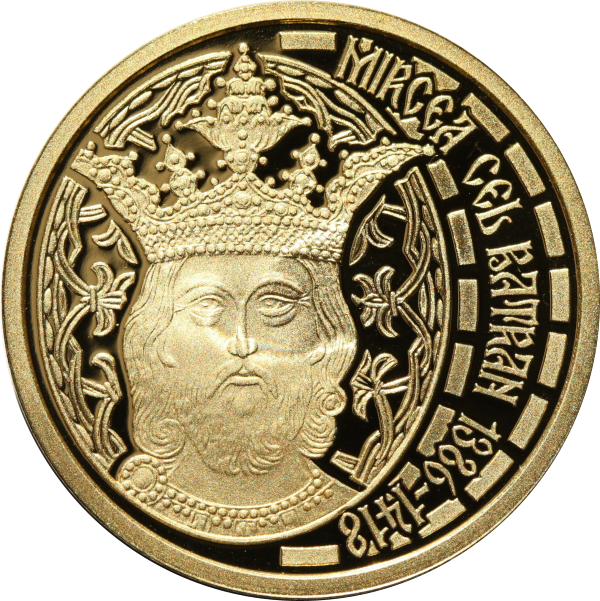
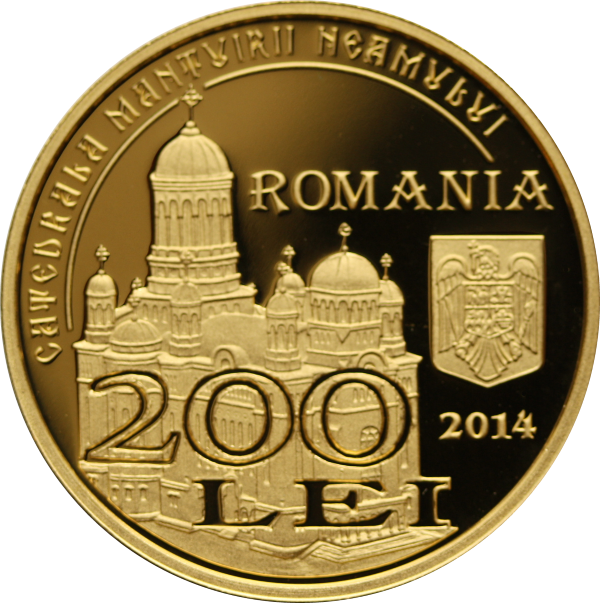
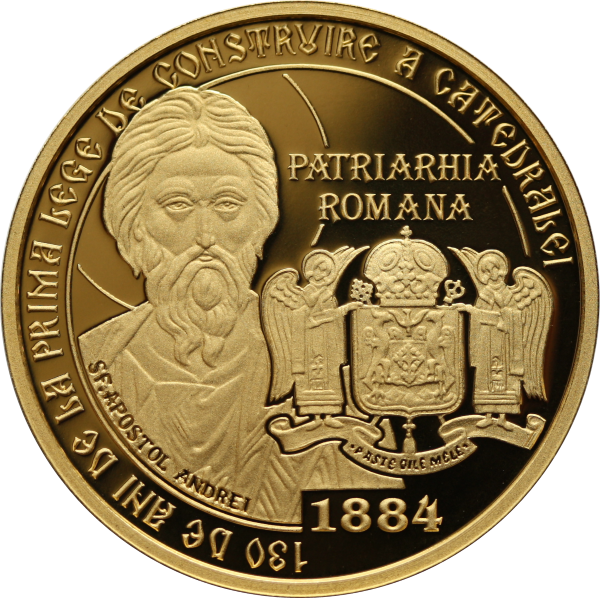
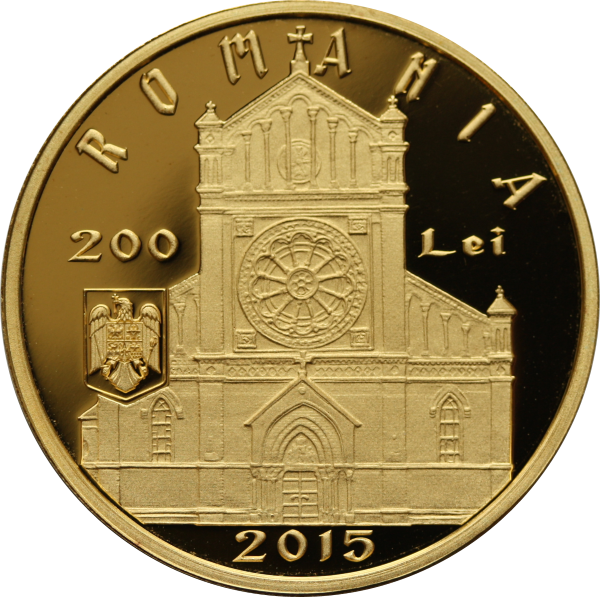
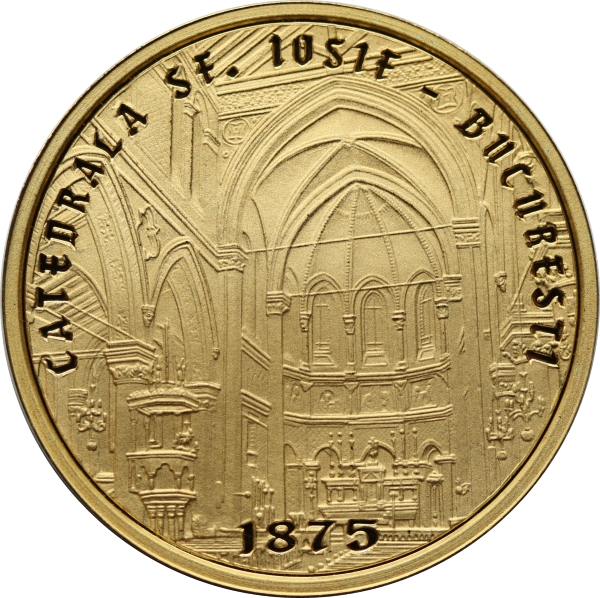